# U.S. Route 138
La U.S. Highway 138 (US 138) est une US Route ouest–est se trouvant au Colorado et au Nebraska. Elle longe la South Platte River du sud-ouest au nord-est ainsi que l'I-76. Comme pour les routes auxiliaires des anciennes US 66 ou US 99, la US 138 est une route orpheline. La US 38 a été créée en 1926, comme la US 138, mais la US 6 l'a remplacée jusqu'à Long Beach, Californie (elle a par ailleurs été tronquée à Bishop, Californie en 1964). Toutefois, la US 138 rencontre toujours son ancienne route-mère.

## Description du tracé

### Colorado
La US 138 débute à Sterling à la jonction avec la US 6 / SH 14. Elle se dirige vers le nord-est et passe par Iliff, Proctor, Crook, Sedgwick, Ovid et Julesburg, où elle forme un multiplex avec la US 385. Après avoir passé par Julesburg, la route quitte le Colorado pour entrer au Nebraska.

### Nebraska
Peu après être entrée au Nebraska, la US 138 croise l'I-80. Elle continue vers l'est jusqu'à Big Springs et bifurque vers le nord. Elle prend fin au nord de Big Springs lorsqu'elle rencontre la US 30.

## Intersections majeures
Colorado
 US 6 / SH 14 à Sterling
 US 385 près de Julesburg. Les routes forment un multiplex jusqu'à Julesburg.
Nebraska
 I-80 près de Big Springs
 US 30 près de Big Springs